# 중신퉁
중신퉁(중국어: 鍾欣潼, 병음: Zhōng Xīn tóng 중신퉁[*]; 종흔동, 광둥어: Chung Yan tung) 또는 질리언 청(영어: Gillian Chung, 본명: 종가려, 본명 한자: 鍾嘉勵, 1981년 1월 21일 ~ )은 홍콩의 2인조 여성 그룹 트윈스 출신의 가수 겸 배우이다. 별칭은 아교(阿嬌)이다.

## 개인활동

### 음반
- 인인탄기 (사람마다 일어나 칭찬하다/人人彈起)(EP + DVD, 광둥어/국어) (2010년)
- Move On… (EP, 국어) (2010년)
- 동화 (유동나무/桐花)(Single 광둥어 (2013년)
- 완정애 (완전한 사랑/完整愛 (EP + DVD, 국어) (2014년)

### 영화
- 2002년 영화 '괴수학원'
- 2003년 영화 '절종철금강'
- 서조
- 반짝이는 붉은 별
- 매란방

### 콘서트
- 포산 (佛山) (포산시 링난 진주 체육관) (2009년)
- 중산 (中山) (샤오란 체육관) (2009년)

## 기타
2008년 1월 나체사진 및 진관희와의 성관계 장면이 인터넷에 유출되어 화제가 되기도 했다. 합성사진이라는 주장도 나왔으나, 합성이 아닌 실제 사진으로 밝혀지기도 했다. 2008년 1월 진관희 섹스 스캔들 이후 종흔동은 2월 팬미팅에서 "내가 너무 순진했다", "어리석었다"라며 팬들에게 눈물로 호소하였다. 또한, 이 일로 정신적 충격을 받고 자살시도까지 생각하기도 했다. 또한 이 사건으로 그녀가 멤버로 활동하던 그룹 트윈스는 팀명을 유지한 채 1년 2개월 동안 채탁연 혼자 활동하게 되었고, 2010년 3월부터 Twins의 새 앨범인 《人人彈起》을 내고 정상적인 활동을 시작하였다. 그리고 2010년 11월에 《Move On…》이란 앨범을 냈는데, 수록곡 《放低過去》에는 陳年事, 즉 진관희 스캔들을 잊고 새롭게 시작하겠다는 뜻의 가사가 달려있다.

## 같이 보기
- 진관희
- 진관희 음란 사진 유출 사건
- 타일러 권(한국명: 권녕일)
- 제시카 (가수)
- 채탁연 (그룹 Twins멤버)